# 乱戦模様
『乱戦模様』（らんせんもよう）はNHK「銀河ドラマ」で1970年5月4日から5月15日まで放送された連続テレビドラマである。カラー作品。全10回。

## 概要
「銀河ドラマ」第26作。社会的な地位を捨て美しい妻とも別れて、作曲家として名声を得ようと四苦八苦する男をめぐる、恋あり歌ありのコメディドラマ。

## 物語
化粧品会社課長の上杉は七年前に結婚した妻律子と平凡な日々を送っていた。ある日上司から、親友の売れっ子作曲家丸山にCM音楽を作らせるよう命じられた上杉は、友達のよしみで頼み込むが、丸山は俺の名前を貸すからおまえが作ってみろとけしかける。仕方なく作った曲が大好評ですっかり舞い上がってしまった上杉は、会社を辞め、律子とも離婚して作曲家として一本立ちしようと目論む。しかし何をやってもうまくいかず、最後の望みを賭けて歌の上手いラーメン屋の出前持ち眉子を歌手にと動き出す。その頃律子は、友人のルリ子と始めた男性美容コンサルタントの仕事が大当たりしてマスコミの寵児となっていた。

## キャスト
- 上杉昭三 …………… 三橋達也
- 上杉律子 …………… 白川由美
- 丸山 ………………… 岡田真澄
- ルリ子　……………… 黒柳徹子
- 眉子 ………………… 倍賞美津子
- のぞみ ……………… 奈美悦子
- 七重 ………………… 和田アキ子
- 根本 ………………… 河原崎長一郎
- 大介 ………………… 山本紀彦
- 重村重役 …………… 金子信雄
- 大石部長 …………… 穂積隆信
- 関 …………………… 藤村俊二
- 松代 ………………… 花柳小菊
- 宮島英子 …………… 小西まち子
- オーリック …………… ニコラ・バタイーユ
- スマイリー小原
- ピンキーとキラーズ

## スタッフ
- 脚本：松木ひろし
- 演出：斎藤暁、村上慧、堀江信二
- 音楽：いずみたく
- 制作：合川明

## 参考資料
- 「テレビジョンドラマ」（放送映画出版）